# Let's Play

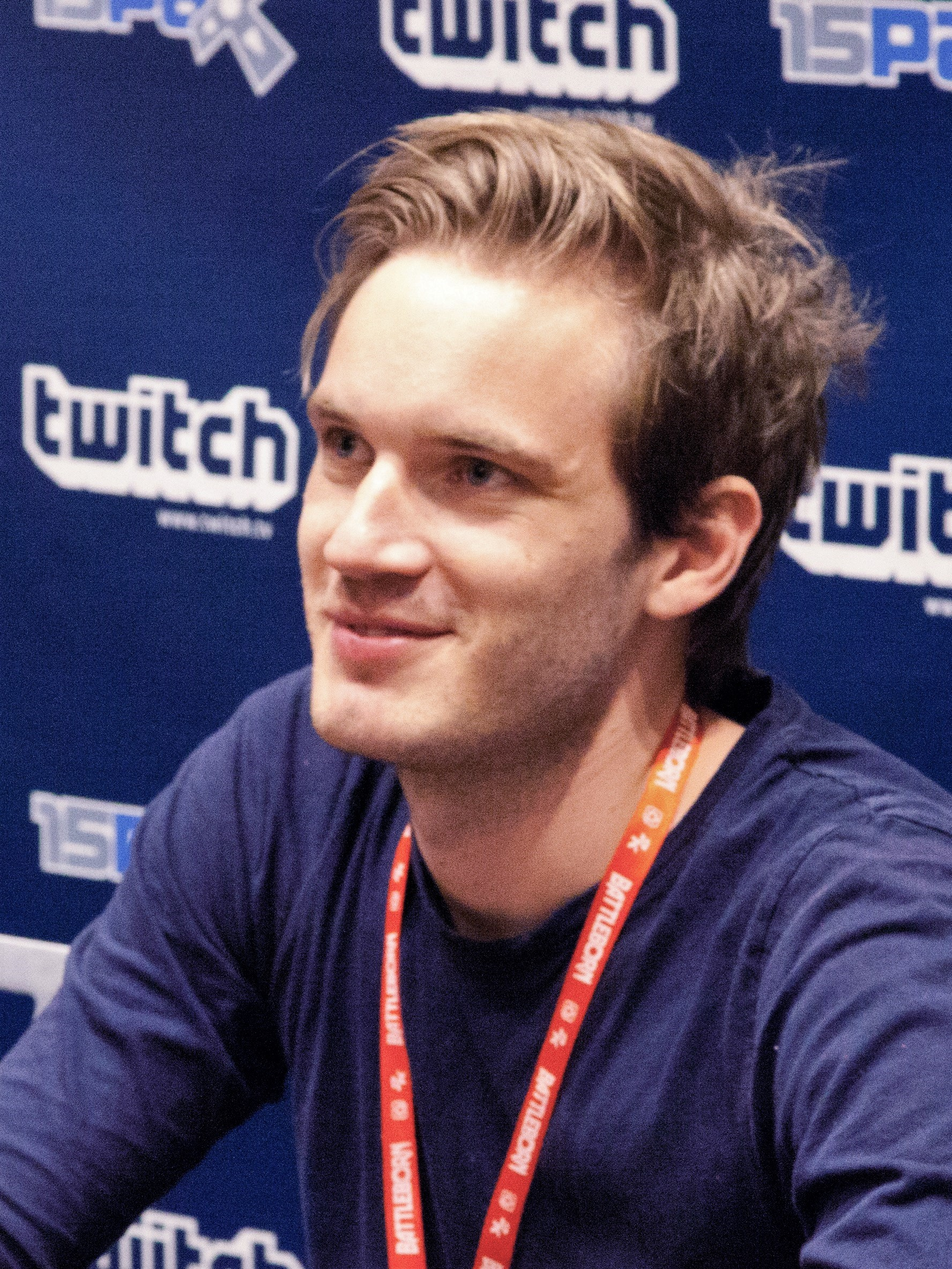
Známý švédský let's player PewDiePie.

Let's Play (zkráceně LP, v překladu z angličtiny „pojďme hrát“) je videozáznam průběhu hraní videohry umístěný na internetu (např. na YouTube nebo Stream.cz). Hlavním účelem tohoto žánru, který vznikl v USA, je provést diváka hrou a ukázat mu různé triky a možné způsoby dokončení hry.
Let's Play někdy bývá odlišován od Gameplay tím, že Gameplay je pouze ukázka hry, Let's Play je „projetí“ celou hrou. Pro pořizování videí se nejčastěji používají snímací aplikace, jako je např. Fraps. K videům typu Let's Play je posléze připojen zvuk, který nahrál mikrofon během hraní. Záznamy bývají pořizovány zpravidla z her pro jednoho hráče, v České republice patří k nejoblíbenějším počítačovým hrám např. Minecraft, World of Warcraft (WoW) nebo Mafia. U her, které nemají jasně určený konec (např. Dwarf Fortress), se obvykle na počátku stanoví určitý cíl, aby pak měl divák při sledování představu, jak daleko od jeho splnění hráč právě je. Kvalitu pořízeného záznamu ovlivňují vyjadřovací schopnosti hráče a jeho zkušenost s danou hrou.
V únoru 2017 byl kanálem s nejvíce odběrateli, který se orientuje i na Let's Play videa a je registrovaný jako český, GoGoManTV (slovenský youtuber).[zdroj⁠?!]